# Vernonia kawoziensis
Vernonia kawoziensis là một loài thực vật có hoa trong họ Cúc. Loài này được F.G.Davies miêu tả khoa học đầu tiên năm 1976.